# Haemin Sunim
Haemin Sunim (nacido el 12 de diciembre de 1973) es un profesor  y escritor Surcoreano de la tradición de budismo zen.

## Biografía
Haemin Sunim Es un zen profesor budista, escritor y el fundador de la Escuela the School of Broken Hearts en Seúl. Nacido en Corea del Sur y educado en Berkeley, Harvard, y Princeton,  recibió formación monistica en el monasterio de Haein, Corea del Sur y estudios en religiones asiáticas en la Universidad de Hampshire en Massachusetts durante 7 años. Es conocido como el "Monje de Twitter" teniendo más de 1 millón de seguidores en esta plataforma. Su primer libro, Las Cosas que Puedes Ver Sólo Cuándo Desaceleras ha sido traducido a más de 35 lenguas diferentes y ha vendido más de cuatro millones de copias a nivel mundial. Su segundo libro, El Amor por las Cosas Imperfectas era el número un best seller del año 2016 en Corea del Sur y está disponible en múltiples lenguas  a partir del 2019. Haemin Reside en Seúl, Corea del Sur cuando no viaja para compartir sus enseñanzas.

### Audio
- Haemin Sunim: Audible Sessions. Audible Studios. 2017. ASIN